# 黒岩万吉
黒岩 万吉（くろいわ まんきち、1871年2月〈明治4年〉 - 1899年〈明治32年〉9月27日）は、現在の鳥取県東伯郡（旧・伯耆国八橋郡）出身で高砂部屋に所属した力士。本名は山下 万吉（後に黒岩に改姓）。身長179cm，体重86kgと小兵だった。最高位は東前頭2枚目。

## 人物
最初は大坂相撲の廣角組（眞鶴部屋）に所属。その後東上して、1895年1月初土俵（幕下）。1896年1月新十両（西二段目7枚目となり十両相当となった）。1896年1月、6勝1敗1分1預の好成績を残し、翌5月場所に新入幕。吊りからの速攻を中心にした取り口で将来を期待された。しかし、入幕4場所後の1899年1月場所後、心臓病を患い、翌5月場所を全休。その後、病から回復することなく同年9月27日に28歳で死去した。「荒岩出でて小錦衰え、黒岩出でて鳳凰衰う」と言われるほどその死は大いに惜しまれた。
幕内通算 5場所 17勝13敗2分2預16休の成績を残した。
改名歴は1回ある：黒岩 萬吉 → 黒岩 万吉。但し、大坂相撲時代は勝栗→玉鶴と名乗っていた事もある。